# Flora di Beaulieu
Flora (Maurs, 1300 circa – Issendolus, 1347) è stata una religiosa francese dell'ospedale giovannita di Beaulieu; il suo culto come santa risale almeno al 1360.

## Biografia
Era una dei dieci figli (tre maschi e sette femmine) di Pons e Melhor. A quattordici anni abbracciò la vita religiosa nell'ospedale di Beaulieu, dove si trovavano già tre delle sue sorelle.
Le religiose dell'ospedale di Beulieu, fondato per i pellegrini a Issendolus nel 1240 da Guiberto di Thémines, dal 1298 osservavano la regola dei giovanniti.
Fu devota alla Passione di Gesù (che meditava aiutandosi con l'Ordine della Croce di Bonaventura da Bagnoregio), al mistero dell'Annunciazione e ai santi Giovanni Battista, Pietro e Francesco d'Assisi.

## Culto
L'abate di Figeac elevò le sue reliquie l'11 giugno 1360.
Nella Francia occidentale il nome di santa Flora era invocato, insieme a quelli di santa Barbara e santa Chiara, durante i temporali.
Il suo ufficio fu inserito nei libri liturgici della diocesi di Cahors nel XVIII secolo.
Il suo elogio si legge nel Martirologio romano al 5 ottobre: